# 格拉翁河畔圣樊尚
格拉翁河畔圣樊尚（法語：Saint-Vincent-sur-Graon）是法国卢瓦尔河地区大区旺代省的一个市镇，属于莱萨布勒多洛讷区和莱河畔马勒伊-迪赛县。该市镇2009年时的人口 为1,485人。

## 人口
格拉翁河畔圣樊尚人口变化图示
| 数据来源：INSEE |